# Talasani
Talasani es una comuna y población de Francia, en la región de Córcega, departamento de Alta Córcega.
Su población en el censo de 1999 era de 516 habitantes.

## Demografía
| 209 | 236 | 226 | 218 | 394 | 516 |
| Para los censos de 1962 a 1999 la población legal corresponde a la población sin duplicidades (Fuente: INSEE [Consultar]) |     |     |     |     |     |

- Datos: Q1240341
- Multimedia: Talasani / Q1240341

1. ↑  Worldpostalcodes.org, código postal n.º 20230.
2. ↑  INSEE, Datos de población para el año 2012 de Talasani (en francés).